# Leapmotor C10
La Leapmotor C10 (cinese: 零跑C10) è autovettura elettrica prodotta dalla casa automobilistica cinese Leapmotor dal 2023.

## Descrizione
La vettura è stata dapprima presentato al salone di Monaco il 5 settembre 2023 e poi al salone di Guangzhou in Cina il 17 novembre 2023.
La C10 è disponibile in due versioni: una con motore solo elettrico e un'altra con l'aggiunta di un motore a benzina da 1,5 litri senza alcun collegamento meccanico tra motore e ruote (range extender). La versione elettrica ha un motore da 170 kW posto sull'asse posteriore alimentato da una batteria al litio-ferro-fosfato prodotta dalla CALB con una capacità di 69,9 kWh e un'autonomia di 530 km, mentre la versione ibrida ha una batteria più piccola con una capacità di 28,4  kWh che consente un'autonomia di 140 km, la quale viene ricaricata con il motore termico.